# Xanthotype marylandensis
Xanthotype marylandensis là một loài bướm đêm trong họ Geometridae.